# Битва біля Варданакерта
Битва біля Варданакерта (вірм. Վարդանակերտի ճակատամարտ грудня 703) одна з найбільших битв в історії протистояння Вірменії арабському пануванню. Вірмени досягли повного успіху і створили всі умови для подальшого розростання Першого повстання Вірменії (703—705 роки).

## Передісторія
Жорстока політика Абд ал-Маліка в завойованих країнах серйозно відрізнялася від політичного курсу халіфів VII століття, які часто давали особливі грамоти феодалам, церкві та містам, забезпечуючи їх традиційні або спадкові права. Важке становище на початку VIII століття ускладнювалося ще й тим, що збір подушного податку з християн здійснювався найсуворішим чином.
Арабська влада у Вірменії не бажала визнавати спадкових прав вірменських нахарарів і, за словами вірменського літописця Гевонда, «вигадувала злісні засоби для винищення в землі нашій нахарарського класу з його вершниками». Абу Шайх Ібн Абдаллах славився, як підступна і зла людина. Він заарештовував і закував в кайдани вірменських князів, і навіть ішхан Вірменії Смбат Багратуні та католикос Саак Дзоропореці були вислані в Дамаск. Правитель почав релігійні гоніння. Саме при ньому був страчений Давид Двнаці, відомий мученик у вірменській середньовічній літературі (у вірменському синаксарі йому присвячено 31 березня).
Обурившись злочинам правителя, Смбат Багратуні (після повернення з Дамаска) скликав до себе на раду Смбата, сина Ашота, Варда, сина Теодороса Рштуні, свого брата Ашота й інших вельмож. На соборі нахарарів Смбат й інші князі радилися про шляхи порятунку від гніту халіфата, але, не знайшовши жодного розумного виходу, зважилися відправитися в країну ромеїв, в надії отримати допомогу.
Рада проходила, наймовірніше, у володіннях Багратідів в Коговіті. Після ради нахарари разом зі своїми вершниками перетнули межі області Улео з південно-східного боку гори Арарат і досягли села Акорі. 8 000 військо арабів, яке знаходилося в Нахіджевані, переслідувало їх. Нахарари продовжували шлях вгору долиною річки Аракс, перейшли річку і зупинилися табором в селі Варданакерт. Вірменські князі звернулися до арабів, нагадавши, що вони не мають наміру повставати, а бажають лише залишити країну. Гевонд описує ці події так:
|  | «…Тоді загін вірменський вступив в переговори з Таджиками: «Через що, говорили вони, ви переслідуєте нас? Чим ми провинилися перед вами? Країна наша перед вами; вам поступаємося своїми житлами, виноградниками, лісами, городами, полями нашими; для чого ж ви хочете мати у своїи владі і нас самих? Дозвольте нам пройти за межі наші.» |

Але араби не хотіли чути про переговори.

## Битва
Військо вірменське налічувало менш як дві тисячі, але сильний грудневий мороз допоміг їм і вони сміливо напали на синів пустелі. Араби кинулися до річки Аракс, яка на той час замерзла, але лід не витримав і втопив утікачів арабів. Геворд повідомляє: Військо вірмен налічувало менш як дві тисячі, але сильний грудневий мороз допомагав їм і вони сміло напали на синів пустелі. Араби кинулися до річки Аракс, яка в той час замерзла, але лід не витримав і потопив втеклих арабів. Гевонд повідомляє:
|  | «…Князі вірменські, укріпили вулиці містечка, розставили всюди охорону до світанка, а самі, провівши ніч в недосипанні і молитві, просили у Творця всього сущого допомоги Його всесильної правиці, і молили Його судити нелицемірно їх і ворогів. На світанку, відразу після ранкового богослужіння, було роздано святе причастя і гідні причастилися плоті і крові Господньої, вважаючи це останньою необхідною турботою про себе. Зміцнивши свої сили короткочасною трапезою, вони розділилися на загони, стали в ряди, і зав'язалася битва. Тоді сам Всевишній подав допомогу війську вірменському, якого хоча було менше 2000, але воно багатьох ворогів не уникли леза меча. Дні стояли дуже холодні; посилений натиск холодного вітру перешкоджав військам Ісмаїла показати свою звичайну мужність, тим більше, що вони всю ніч не злазили з коней і на світанку вже попали під ударам меча. Ті, які уникли меча, кинулися на річку Аракс, яка в той час замерзла, з нагоди страшних морозів. Але коли багато зібралося їх на льоду, лід обрушився і потопив з собою всіх тих, які уникли смерті від меча. Тільки деякі в числі 300, кинувшись на втечу, шукали порятунку і притулку у княгині Шушанна.» |

Та ж княгиня Шушан (ймовірно, з роду Камсараканів) сховала у себе поранених втікачів. Вона вмовила зберегти їх життя. За повідомленням літописця, вона перев'язала їх рани й відправила до халіфа.

## Після битви
Після битви вірменські вельможі розділилися: Смбат і Ашот перейшли у візантійські володіння й успішними переговорами змогли переконати імперію подати руку допомоги вірменам, в тому випадку, як Смбат Арцруні, Вард Рштуні та інші повернулися у свої володіння і почали війну проти загарбників. На початку і в середині січня 703 року араби зазнали поразки відповідно в битвах у селищі Гуканк (провінція Васпуракан, гавар Рштунік) і в гаварі Вананд (у Карса). До кінця місяця була ще одна поразка арабів, на цей раз у Єревана. Влада арабських намісників була практично ліквідована, особливо у світлі того, що Візантія перейшла у наступ з боку Кілікії та в 704 році добилася кількох серйозних перемог проти арабів. Ситуація змінилася не на користь вірмен тільки в 705 році, коли перейшовши у наступ уже у Вірменії візантійські війська і приєднавшись до них вірменська армія, з вини малодушності імперських солдатів, які просто піддалися втечі на самому початку бою, в битві біля селища Драшпет (у Карса) зазнала від арабів серйозної поразки. За словами Геворда: Після битви вірменські вельможі розділилися: Смбат і Ашот перейшли в візантійські володіння й успішними переговорами змогли переконати імперії подати руку допомоги вірмен, в тому випадку, як Смбат Арцруни, Вард Рштуні й інші повернулися у свої володіння і почали війну проти загарбників. На початку і в середині січня 703 року араби зазнали поразок відповідно в битвах біля селища Гуканк (провінція Васпуракан, гавар Рштунік) та в гаварі Вананд (у Карса). До кінця місяця була ще одна поразка арабів, цього разу в Єревана. Влада арабських намісників була практично ліквідована, особливо у світлі того, що Візантія перейшла в наступ з боку Кілікії й в 704 домоглася кількох серйозних перемог проти арабів.
Ситуація змінилася не на користь вірмен тільки в 705 році, коли перейшовши у наступ уже у Вірменії візантійські війська і приєднавшись до них вірменська армія, з вини малодушності імперських солдатів, які просто піддалися втечі на самому початку бою, в битві біля селища Драшпет (у Карса) зазнала від арабів серйозної поразки. За словами Гевонда:
|  | «…З'єднавшись з полководцем грецьким, Смбат прибув у область Вананд до села Драшпет і там розташувався табором. Махмет, воєначальник Ісмаільтян, довідавшись про це, зібрав військо з великим поспіхом, і вийшов проти об'єднаних полководців. Зійшлися два ворожих війська і рушили одне на одного в бойовому порядку, і грянула битва. Тоді гнів Божий спіткав військо грецьке: впали духом люди ті, що воюють; вони кинулися бігти в укріплені свої табори. Ворог переслідував їх і сталося страшне кровопролиття між греками, які втратили більш ніж 5 000 ратників; інші змушені були втекти з країни нашої. Махмет, зібравши своє військо, повернувся в місто Двін» |

Після цього араби захопили міста Нахічеван і Джуха. В умовах, що склалися вірмени змушені були піти на переговори, в результаті яких повстання у Вірменії закінчилося. І хоча де-юре статус вірмен не змінився, але де-факто після цих подій араби істотно обмежили свою репресивну політику щодо вірменського населення.